# Torell-Stein

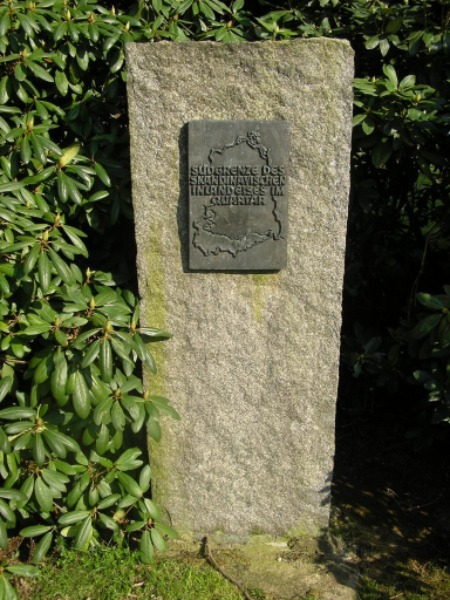
Torell-Stein

Der Torell-Stein, der sich im Chemnitzer Stadtpark befindet, stellt die südlichste Grenze der Elstereiszeit dar, die auch Feuersteinlinie genannt wurde. Benannt wurde er nach dem schwedischen Geologen Otto Martin Torell zu Ehren seines 100. Todestages im Jahre 2000.